# Nops branicki
Nops branicki är en spindelart som först beskrevs av Władysław Taczanowski 1874.  Nops branicki ingår i släktet Nops och familjen Caponiidae.
Artens utbredningsområde är Franska Guyana. Inga underarter finns listade i Catalogue of Life.